# Piptatherum
Piptatherum là một chi thực vật có hoa trong họ Hòa thảo (Poaceae).

## Loài
Chi Piptatherum gồm các loài: